# Kasson, Minnesota
Kasson, Minnesota (енгл. Kasson) град је у америчкој савезној држави Минесота.

## Демографија
По попису из 2010. године број становника је 5.931, што је 1.533 (34,9%) становника више него 2000. године.
| Група             | 2000.         | 2010.         |
| Белци             | 4.243 (96,5%) | 5.547 (93,5%) |
| Афроамериканци    | 17 (0,4%)     | 24 (0,4%)     |
| Азијати           | 22 (0,5%)     | 29 (0,5%)     |
| Хиспаноамериканци | 101 (2,3%)    | 250 (4,2%)    |
| Укупно            | 4.398         | 5.931         |